# 諏訪郵便局
諏訪郵便局（すわゆうびんきょく）
- 長野県諏訪市にある郵便局。本記事にて記述する。
- 茨城県鉾田市にある郵便局。局番号は06320。
- 新潟県上越市にある郵便局。局番号は12357。

諏訪郵便局（すわゆうびんきょく）は長野県諏訪市にある郵便局。民営化前の分類では集配普通郵便局であった。局番号は11005。

## 概要
住所：〒392-8799 長野県諏訪市諏訪2-11-43

## 沿革
- 1872年8月4日（明治5年7月1日） - 上諏訪郵便取扱所として開設[1]。
- 1873年（明治6年）6月 - 下桑原郵便取扱所に改称。
- 1875年（明治8年）1月1日 - 下桑原郵便局（五等）となる。同年5月に上諏訪郵便局に改称。
- 1876年（明治9年） - 為替取扱を開始。
- 1878年（明治11年） - 貯金取扱を開始。
- 1890年（明治23年）5月16日 - 上諏訪郵便電信局となる。
- 1903年（明治36年）4月1日 - 通信官署官制の施行に伴い上諏訪郵便局となる。
- 1941年（昭和16年）10月1日 - 諏訪郵便局に改称[2]。
- 1992年（平成4年）8月3日 - 外国通貨の両替および旅行小切手の売買に関する業務取扱を開始[3]。
- 2006年（平成18年）10月16日 - 湖南郵便局（〒392-01）から集配業務を移管[4]。
- 2007年（平成19年）10月1日 - 民営化に伴い、併設された郵便事業諏訪支店に一部業務を移管。
- 2012年（平成24年）10月1日 - 日本郵便株式会社の発足に伴い、郵便事業諏訪支店を諏訪郵便局に統合。

## 取扱内容
- 郵便、印紙、ゆうパック、内容証明
- 貯金、為替、振替、振込、国際送金、外貨両替・トラベラーズチェック、国債、投資信託
- 生命保険、バイク自賠責保険、自動車保険、がん保険、引受条件緩和型医療保険
- ゆうちょ銀行ATM
- 諏訪市内の全域（〒392-00xx、392-01xx、392-85xx、392-86xx、392-87xx）の集配業務
- ゆうゆう窓口

## 風景印
- 図案は『諏訪湖間欠泉センター』・『ヨット』・『ニッコウキスゲ』・『霧ヶ峰高原』
- 使用開始日は1992年（平成4年）3月21日

### 過去の風景印
- 1953年（昭和28年）6月25日 - 1977年（昭和52年）8月14日
  - 図案は『諏訪温泉』・『諏訪湖』・『スキーヤー』・『スケーター』・『温泉マーク』
- 1977年（昭和52年）8月15日 - 1992年（平成4年）3月20日
  - 図案は『高島城』・『諏訪湖』・『霧ケ峰のグライダー』・『ニッコウキスゲ』・『温泉マーク』

## 周辺
- 諏訪市役所
- 上諏訪温泉
- 高島城

## アクセス
- JR中央本線 上諏訪駅から徒歩約6分
- 諏訪バス 仲町停留所もしくはかりんちゃんバス 仲町東停留所下車
- 中央自動車道 諏訪ICから北へ約4.5km、岡谷ICから南東へ約9km
- 駐車場あり：19台